# Гелена-Веллі-Нортіст (Монтана)
Гелена-Веллі-Нортіст (англ. Helena Valley Northeast) — переписна місцевість (CDP) в США, в окрузі Льюїс-енд-Кларк штату Монтана. Населення — 3813 особи (2020).

## Географія
Гелена-Веллі-Нортіст розташована за координатами 46°42′24″ пн. ш. 111°56′21″ зх. д. / 46.70667° пн. ш. 111.93917° зх. д. (46.706621, -111.939220).  За даними Бюро перепису населення США в 2010 році переписна місцевість мала площу 132,68 км², з яких 120,60 км² — суходіл та 12,08 км² — водойми.

## Демографія
Згідно з переписом 2010 року, у переписній місцевості мешкало 2995 осіб у 1132 домогосподарствах у складі 877 родин. Густота населення становила 23 особи/км².  Було 1242 помешкання (9/км²).
Расовий склад населення:
| - 96,9 % — білих - 0,9 % — корінних американців - 0,2 % — чорних або афроамериканців - 0,2 % — азіатів |

До двох чи більше рас належало 1,6 %. Частка іспаномовних становила 1,6 % від усіх жителів.
За віковим діапазоном населення розподілялося таким чином: 24,5 % — особи молодші 18 років, 60,8 % — особи у віці 18—64 років, 14,7 % — особи у віці 65 років та старші. Медіана віку мешканця становила 43,8 року. На 100 осіб жіночої статі у переписній місцевості припадало 101,7 чоловіків;  на 100 жінок у віці від 18 років та старших — 98,0 чоловіків також старших 18 років.
Середній дохід на одне домашнє господарство  становив 73 596 доларів США (медіана — 65 417), а середній дохід на одну сім'ю — 78 915 доларів (медіана — 68 542). За межею бідності перебувало 10,6 % осіб, у тому числі 10,6 % дітей у віці до 18 років та 12,1 % осіб у віці 65 років та старших.
Цивільне працевлаштоване населення становило 1384 особи. Основні галузі зайнятості: публічна адміністрація — 27,2 %, освіта, охорона здоров'я та соціальна допомога — 18,9 %, роздрібна торгівля — 12,1 %, науковці, спеціалісти, менеджери — 11,3 %.